# Bataille de Néry (719)
Pour les articles homonymes, voir Bataille de Soissons.
Guerre civile des Francs
Batailles
La bataille de Néry ou bataille de Soissons a lieu le 14 octobre 719. Dernière bataille de la guerre civile des Francs, elle voit s'affronter une ultime fois les royaumes francs antagonistes de Neustrie et d'Austrasie, au travers des rois des Francs Chilpéric II et Clotaire IV, et des maires du palais Ragenfred et Charles Martel.

## Contexte
Depuis la mort de Pépin de Herstal le 16 décembre 714, son petit-fils et héritier Théodebald, sa veuve Plectrude, son fils bâtard Charles Martel, le maire du palais Ragenfred, et le nouveau roi des Francs de la dynastie des Mérovingiens, Chilpéric II, ont mené une guerre pour le pouvoir.
Bien que Chilpéric II et Ragenfred, à la tête de la Neustrie, soient dans un premier temps victorieux sur l'Austrasie à la suite de la défaite de Théodebald à Compiègne en 715 et la capitulation de Plectrude à Cologne en 716, la situation est renversée par l'ascension de Charles Martel, fils de Pépin, dont les ambitions et l'esprit tactique lui permettent de prendre le titre de maire du palais et de vaincre ses adversaires à Amblève la même année.
Après sa victoire à la bataille de Vinchy, en 717, Charles place sur le trône un nouveau roi, Clotaire IV. Le royaume des Francs se retrouve alors avec deux rois.

## Bataille
Le roi Chilpéric et son maire du palais Ragenfred, après leur défaite à Vinchy sur leur propre territoire, décident de faire appel à l'aide du duc indépendant Eudes d'Aquitaine et de Vasconie, et marchent sur Soissons.
Charles anticipe leur manœuvre et les attend avec son armée à Néry, leur bloquant la voie de Soissons. Il vainc finalement sans difficulté les forces neustro-aquitaine et les contraint à se retirer du Soissonnais.

## Conséquences
Le roi Chilpéric II rejoint son allié ducal à Toulouse et se met sous la protection d'Eudes, tandis que Raganfred, désavoué, fuit à Angers. La mort de Clotaire IV en 719 conduit néanmoins Charles à signer la paix avec Eudes, qui lui envoie en retour Chilpéric, qu'il proclame roi de tous les Francs. Charles Martel, désormais sans adversaire, peut revendiquer le puissant titre détenu auparavant par son père Pépin, celui de duc des Francs (dux Francorum).
Charles choisit de n'exécuter aucun de ses ennemis. En effet, son neveu Théodebald servira dans son armée et sera traité avec gentillesse, tout comme la grand-mère de ce dernier, Plectrude, qui l'avait pourtant enfermé en 716. Finalement, Charles permit au roi qu'il affrontait, Chilpéric, et à son maire, Ragenfred, de continuer à vivre. Norwich commenta que « soit Charles Martel possédait un degré de décence et de gentillesse envers ses ennemis vaincus inconnu à cette époque, soit sa confiance en lui était si grande qu'il sentait qu'il pouvait se permettre la gentillesse comme ultime démonstration de force pour leur permettre de vivre après leurs divers complots et machinations contre lui »[réf. nécessaire].

## Sources
- (en) Charles Oman, The Dark Ages : 476-918, Rivingtons, 1914 (OCLC 34925767).